# Centro Médico Nacional La Raza
El Centro Médico Nacional La Raza es un complejo hospitalario ubicado al norte de la Ciudad de México. Fue creado en 1954 y es administrado por el Instituto Mexicano del Seguro Social (IMSS) Al contar con unidades de alta especialización, este centro cuenta con procedimientos médicos que sólo se realizan en este centro, por lo que atiende diariamente a miles de derechohabientes de distintos estados del país. Igualmente desde épocas tempranas de su creación se realiza investigación y procedimientos pioneros en la medicina mexicana.

## Historia
La idea inicial de este centro fue la de concentrar atención médica para la zona norte de la Ciudad de México la cual reportaba crecimiento por distintos factores, entre otros, la zona de Industrial Vallejo. En su concepción el arquitecto Enrique Yáñez plasmó distintas ideas desarrolladas en su experiencia en la construcción hospitalaria en México, la cual ya había realizado entre otros edificios en el Centro Médico Nacional Siglo XXI. Se realizó una primera inauguración el 12 de octubre de 1952, aunque entró en funciones el 10 de febrero de 1954 con una capacidad inicial de 800 camas.
En su interior se encuentran los murales El pueblo en demanda de salud, de Diego Rivera y Por una seguridad completa y para todos los mexicanos de David Alfaro Siqueiros, hecho entre 1952 y 1954 en un espacio construido por Yáñez para dicha obra.

### Dependencias

#### Hospital de Gineco Obstetricia número 3
En 1963 fue inaugurado el Hospital de Gineco Obstetricia número 3, el cual fue designado para el tratamiento de embarazos de alto riesgo, prematurez natal, enfermedades degenerativas.

#### Hospital de Especialidades "Dr. Antonio Fraga Mouret"
El 20 de abril de 1979 fue inaugurada la Unidad Médica de Alta Especialidad (UMAE) Hospital de Especialidades y el Banco Central de Sangre del IMSS. El hospital contaba entonces con 35 áreas médicas. En 1978 se realizaron distintos cambios arquitectónicos y distribución de espacios para la enseñanza y la investigación, como un auditorio. Pacientes con diversos padecimientos y heridas tras episodios como las Explosiones de San Juan Ixhuatepec de 1984 y el Terremoto de México de 1985 fueron atendidos en este hospital. Tras este sismo el hospital recibió a cerca de 250 médicos que laboraban en el Centro Médico Nacional, que resultó parcialmente derrumbado en ese hecho.
El 4 de agosto de 1994 se decidió nombrarlo en honor al reumatólogo Antonio Fraga Mouret, médico destacado en esta especialidad y coincidiendo con su retiro de la actividad profesional.
En este hospital se realizan distintos procedimientos como la cirugía de tiroides y de cuello con abordaje endoscópico trans oral, siendo la única dependencia del IMSS en realizarlo. Cuenta con un Banco de Cordón Umbilical en el Banco Central de Sangre, sitio donde se producen células hematopoyéticas para trasplantes.

#### Hospital General “Dr. Gaudencio González Garza”
Inaugurado en 1954, tiene un flujo de aproximadamente 10 mil personas. Su infraestructura hospitalaria cuenta con 517 camas censables, Y 221 no censables. Tiene 21 salas de operaciones, 48 consultorios, dos servicios de admisión continua uno para pediatría y otro para adultos con 30 camas cada uno y seis unidades de terapia intensiva.

#### Banco de tejido corneal
Inaugurado en 2017, tiene como objetivo el almacenamiento y preservación de tejido de córneas. En este sitio se realizan 35 procedimientos cada mes.

#### Hospital de Infectología "Dr. Daniel Mendez"
Fundado el 4 de marzo de 1954, el Hospital de Infectología “Dr. Daniel Méndez Hernández” del Instituto Mexicano del Seguro Social (IMSS), único en su tipo en el país y Latinoamérica, ofrece diagnóstico y tratamiento a pacientes con enfermedades infecciosas crónicas como VIH/Sida, Tuberculosis, Hepatitis, Sarampión, Meningitis, entre otras. El nombre del hospital “Dr. Daniel Méndez Hernández” fue en honor a su primer director y otorgado por el entonces director Sergio M. González Sánchez.
Actualmente está preparado para atender casos de COVID-19 y tiene implementados protocolos de seguridad ante contingencias con personal altamente capacitado.
El Hospital de Infectología es único en su género dentro del Instituto porque se dedica al 100 por ciento al manejo de enfermedades infectocontagiosas, lo que da la garantía de que el personal está capacitado.
El Hospital de Infectología tiene como naturaleza, misión y esencia en el manejo de pacientes con enfermedades infecciosas, es la única unidad hospitalaria del IMSS en la que se forman especialistas en Infectología por parte de la UNAM, “el 90 por ciento de sus médicos son infectólogos, tienen un altísimo nivel de competencia.
El Hospital está preparado con su mejor capacidad para atender a los derechohabietes, cuenta con una plantilla de 800 trabajadores, 128 camas de hospitalización para adultos y para niños, una terapia intensiva, servicios de apoyo como rayos X, laboratorio, cirugía, endoscopia, todo lo que el paciente pueda necesitar para su atención médica integral.
El hospital está preparado con personal altamente capacitado para atender infecciones respiratorias y con la disponibilidad e infraestructura para atender a la contingencia que estamos enfrentando en la actualidad.

## Hitos médicos
El hospital se caracteriza por la realización de investigación médica y la realización pionera de distintos hitos médicos en México y en América Latina, entre los cuales están:
- 1961 - primera valvuloplastía abierta en el país.
- 1984 - primera valvuloplastía aórtica percutánea en Latinoamérica.
- 1989 - primera procuración multiorgánica.
- 1989 - primeros trasplantes de corazón, riñón e hígado en México.
- 2009 - primera aplicación de antídoto antiarácnido polivalente en el mundo.
- 2017 - primer retrasplante de corazón electivo en México.